# Riot grrrl
Riot grrrl er en aktivistisk, kunstnerisk og musikalsk bevægelse, der startede i USA i de tidlige halvfemsere. Bevægelsen tager udgangspunkt i punk og feminisme.
Bevægelsen er kendetegnet ved sin DIY-tilgang til både kunst og aktivisme. Bevægelsen er kendt for sine fanzines, der er hjemmelavede blade om kunst og politik.
Riot grrrl-bands' sangtekster kredser ofte om emner som politik, seksualitet, racisme, vold og feminisme.

## Oprindelse
Bevægelsen kommer delvis ud af de grupperinger, der demonstrerede mod konservative organisationer og politikeres tiltag for at fjerne kvinders ret til abort i USA i starten af 1990'erne.
En af hovedkræfterne bag bevægelsen er musiker og aktivist Kathleen Hanna.
I Sini Andersons dokumentarfilm The Punk Singer (2013)  fortæller Hanna, hvordan hun følte sig kaldet til at arbejde som frivillig på et krisecenter og blive feministisk aktivist på baggrund af oplevelser af vold og voldtægt i sin nære omgangskreds.
Hun startede det politiske fanzine (et hjemmelavet blad) Bikini Kill, der sidenhen blev til bandet af samme navn.
Hanna ønskede at bidrage til at skabe en musikscene, hvor bands med kvindelige medlemmer var velkomne. Hun har senere beskrevet det således:
”Det var super skizo at spille koncerter, hvor fyre smed ting efter os og kaldte os ”cunts” og råbte ”tag tøjet af”, og så den næste aften at spille for en masse fantastiske piger, der sang med på alle sangene og klappede og hujede efter hver sang.”
Bikini Kill kom ud af den samme musikscene som grungebands som Nirvana og Mudhoney og optrådte ofte sammen med dem.
Hanna startede senere electroclashbandet Le Tigre.

## Betydning
Riot grrrl-bevægelsen var katalysator for kunst og feministisk aktivisme i hovedsageligt USA, men også internationalt, i starten af halvfemserne.
En række bands kom direkte ud af eller er tæt forbundet til Riot grrrl-bevægelsen, f.eks. Bikini Kill, Bratmobile, Huggy Bear, Heavens to Betsy, Excuse 17, Skinned Teen, Calamity Jane, Emily's Sassy Lime, Sleater-Kinney, Team Dresch og The Butchies.
Bevægelsen har inspireret senere kunstere og bands. Beth Ditto fra Gossip har nævnt riot grrrl-bands som musikalsk inspiration. I forordet til bogen ”Riot Grrrl: Revolution Girl Style Now!” skriver Ditto om riot grrrl-bevægelsen:
Det var en bevægelse skabt af en håndfuld piger, der var stærke, vrede, sjove og ekstreme på grund af og for hinanden. Bevægelsen er skabt på fremmedes stuegulve, på kopimaskiner, i breve, gennem samtaler og mixtapes. Riot grrrl genopfandt punken.